# Lijst van senatoren uit Hawaï

Zegel van de staat Hawaï

Dit is een lijst van de senatoren voor de Amerikaanse staat Hawaï. De senatoren voor Hawaï zijn ingedeeld als Klasse I en Klasse III. De twee huidige senatoren voor Hawaï zijn: Brian Schatz senator sinds 2012 de (senior senator) en Mazie Hirono senator sinds 2013 de (junior senator), beiden lid van de Democratische Partij.
De prominentste persoon die heeft gediend als senator voor Hawaï was Daniel Inouye (president pro tempore van de Senaat van 2010 tot 2012). Op Republikein Hiram Fong na zijn alle senatoren voor Hawaï Democraten geweest.

## Klasse I
| Nr.    | Senator voor Hawaï Senator from Hawaii | Senator voor Hawaï Senator from Hawaii | Senator voor Hawaï Senator from Hawaii | Ambtstermijn     | Ambtstermijn   | Partij(en) | Verkiezing(en) |
| ------ | -------------------------------------- | -------------------------------------- | -------------------------------------- | ---------------- | -------------- | ---------- | -------------- |
| 1      |                                        | Hiram Fong                             | Hiram Fong (1906–2004)                 | 20 augustus 1959 | 3 januari 1977 | R          | 1959           |
| 1      | 1964                                   | Hiram Fong                             | Hiram Fong (1906–2004)                 | 20 augustus 1959 | 3 januari 1977 | R          |                |
| 1      | 1970                                   | Hiram Fong                             | Hiram Fong (1906–2004)                 | 20 augustus 1959 | 3 januari 1977 | R          |                |
| 2      |                                        | Spark Matsunaga                        | Spark Matsunaga (1916–1990)            | 3 januari 1977   | 15 april 1990  | D          | 1976           |
| 2      | 1982                                   | Spark Matsunaga                        | Spark Matsunaga (1916–1990)            | 3 januari 1977   | 15 april 1990  | D          |                |
| 2      | 1988                                   | Spark Matsunaga                        | Spark Matsunaga (1916–1990)            | 3 januari 1977   | 15 april 1990  | D          |                |
| Vacant |                                        |                                        |                                        |                  |                |            |                |
| 3      |                                        | Daniel Akaka                           | Daniel Akaka (1924–2018)               | 16 mei 1990      | 3 januari 2013 | D          |                |
| 3      | 1990                                   | Daniel Akaka                           | Daniel Akaka (1924–2018)               | 16 mei 1990      | 3 januari 2013 | D          |                |
| 3      | 1994                                   | Daniel Akaka                           | Daniel Akaka (1924–2018)               | 16 mei 1990      | 3 januari 2013 | D          |                |
| 3      | 2000                                   | Daniel Akaka                           | Daniel Akaka (1924–2018)               | 16 mei 1990      | 3 januari 2013 | D          |                |
| 3      | 2006                                   | Daniel Akaka                           | Daniel Akaka (1924–2018)               | 16 mei 1990      | 3 januari 2013 | D          |                |
| 4      |                                        | Mazie Hirono                           | Mazie Hirono (1947)                    | 3 januari 2013   | heden          | D          | 2012           |
| 4      | 2018                                   | Mazie Hirono                           | Mazie Hirono (1947)                    | 3 januari 2013   | heden          | D          |                |
| 4      | 2024                                   | Mazie Hirono                           | Mazie Hirono (1947)                    | 3 januari 2013   | heden          | D          |                |

## Klasse III
| Nr.    | Senator voor Hawaï Senator from Hawaii | Senator voor Hawaï Senator from Hawaii | Senator voor Hawaï Senator from Hawaii | Ambtstermijn     | Ambtstermijn     | Partij(en) | Verkiezing(en) |
| ------ | -------------------------------------- | -------------------------------------- | -------------------------------------- | ---------------- | ---------------- | ---------- | -------------- |
| 1      |                                        | Oren Long                              | Oren Long (1889–1965)                  | 20 augustus 1959 | 3 januari 1963   | D          | 1959           |
| 2      |                                        | Daniel Inouye                          | Daniel Inouye (1924–2012)              | 3 januari 1963   | 17 december 2012 | D          | 1962           |
| 2      | 1968                                   | Daniel Inouye                          | Daniel Inouye (1924–2012)              | 3 januari 1963   | 17 december 2012 | D          |                |
| 2      | 1974                                   | Daniel Inouye                          | Daniel Inouye (1924–2012)              | 3 januari 1963   | 17 december 2012 | D          |                |
| 2      | 1980                                   | Daniel Inouye                          | Daniel Inouye (1924–2012)              | 3 januari 1963   | 17 december 2012 | D          |                |
| 2      | 1986                                   | Daniel Inouye                          | Daniel Inouye (1924–2012)              | 3 januari 1963   | 17 december 2012 | D          |                |
| 2      | 1992                                   | Daniel Inouye                          | Daniel Inouye (1924–2012)              | 3 januari 1963   | 17 december 2012 | D          |                |
| 2      | 1998                                   | Daniel Inouye                          | Daniel Inouye (1924–2012)              | 3 januari 1963   | 17 december 2012 | D          |                |
| 2      | 2004                                   | Daniel Inouye                          | Daniel Inouye (1924–2012)              | 3 januari 1963   | 17 december 2012 | D          |                |
| 2      | 2010                                   | Daniel Inouye                          | Daniel Inouye (1924–2012)              | 3 januari 1963   | 17 december 2012 | D          |                |
| Vacant |                                        |                                        |                                        |                  |                  |            |                |
| 3      |                                        | Brian Schatz                           | Brian Schatz (1972)                    | 26 december 2012 | heden            | D          |                |
| 3      | 2014                                   | Brian Schatz                           | Brian Schatz (1972)                    | 26 december 2012 | heden            | D          |                |
| 3      | 2016                                   | Brian Schatz                           | Brian Schatz (1972)                    | 26 december 2012 | heden            | D          |                |
| 3      | 2022                                   | Brian Schatz                           | Brian Schatz (1972)                    | 26 december 2012 | heden            | D          |                |